# Cobbenbosch
Cobbenbosch was een heerlijkheid die lag in het westen van het hedendaagse Eppegem. Het Hof van Cobbenbosch, een grote hoeve, stond tezamen met bijhorende windmolen in het hart van deze kleine heerlijkheid. Het was een van de acht heerlijkheden waarin Eppegem onder het ancien régime verdeeld was.

## Ligging
De heerlijkheid lag in het uiterste westen van Eppegem, in de Dorentstraat. Dit is net ten zuiden van het grote kasteeldomein van Impel.

## Toponymie
De eerste vermelding van Cobbenbosch komt uit het jaar 1296 en maakt gewag van Cobbenbosc. Het eerst lid, namelijk cobben kan volgens het Vroegmiddelnederlands Woordenboek vier betekenissen hebben. Als cobben verhevenheid zou betekenen, valt de naam te verklaren als "verheven bos" of "hoger gelegen bos". "Cobbe" kan ook een variant zijn op coppe ("spinnenbos"), een genitief uit een vleivorm van Jacob ("bos van Jacob") of een vleivorm van de Germaanse naam Kubbo ("bos van Kubbo").
Als toponiem bestaat "Kobbenbos" op heden niet meer, de vroegere hoeve en windmolen zijn dan ook al eeuwen verdwenen. De "nieuwe" (18e-eeuwse) hoeve op die plaats staat wel nog bekend als Hoeve ter Moortel, Hoeve der Moortel of Hoeve Verhelpen. Het enige toponiem dat nog aan de middeleeuwse oorsprong doet terugdenken, is "De Motte".

## Geschiedenis
Het Hof van Cobbenbosch is ontstaan uit het klassieke mottekasteel uit de 11e à 12e eeuw. De heren ervan waren leenmannen van de heren van Grimbergen. In de 12e-eeuwse Grimbergse Oorlogen was het mottekasteel dan ook een van verschillende verdedigingsvestingen voor Grimbergen. Arnold van Cobbenbosch wordt in de legende vermeld als een van de leenmannen die streed onder Grimbergs vaandel. In de eerste helft van de 13e eeuw was Cobbenbosch reeds een leenhof met heel wat gronden.
Na het verval van de hoeve en heerlijkheid werd in 1770 een nieuwe hoeve gebouwd op dezelfde locatie in de Dorentstraat te Eppegem. Deze staat tot op heden bekend als de Hoeve ter Moortel (of Hoeve Verhelpen). De grote vijver die erbij ligt is een overblijfsel van de vroegere ringgracht en daarmee een laatste zichtbare restant van het vroegere Hof van Cobbenbosch.

## Familie van Cobbenbosch

Wapen van de familie van Cobbenbosch

De heren van de heerlijkheid Cobbenbosch droegen de familienaam "van Cobbenbosch". De familie had al vroeg belangrijke functies, zo diende Arnold van Cobbenbosch in 1303 als rechter van heer Jan van Oijenbrugge. In 1330 zien we dat heer Aert van Cobbenbosch een leen verkocht dat gelegen was in Boeneheyde (Bonheiden). De familie had toen dus al eigendommen ettelijke kilometers buiten Eppegem. Enkele bewaarde charters geven aan dat de familie in de late middeleeuwen nog verschillende andere eigendommen in de streek had. Zo verkochten Jan van Cobbenbosch en zijn echtgenote Elisabeth in 1333 een huis tegenover het Onze-Lieve-Vrouw Gasthuis in de Nieuwstraat te Mechelen. In 1416 hadden Egidius, Catharina en Margaretha van Cobbenbosch de Herberge van Mons op de Steenweg te Brussel in bezit.
Van 1437 tot 1474 was Jan van Cobbenbosch heer van de heerlijkheid, hij was in die hoedanigheid leenman bij de heren van Grimbergen.